# Luis Juan de Milà y Borja
Luis Juan de Milà y Borja (1430 – 1510) foi um cardeal aragonês, que foi bispo de Lérida e cardeal protopresbítero.

## Biografia
De família nobre, era filho de Joan de Milà, falecido em 1460, 4.º Senhor de Massalavès, e de sua mulher Catalina de Borja y Martì, irmã do cardeal Alfonso de Borja y Cabanilles, futuro Papa Calisto III. Assim, era primo-irmão materno do também cardeal Rodrigo de Borja y Borja, futuro Papa Alexandre VI. Foi irmão de Pedro de Milà y Borja, 5.º Senhor de Massalavès, casado com Covella del Doce, filha de Garietta del Doce e de sua mulher Elena Marramaldo, com geração feminina, e de Auxia de Milà y Borja, falecido em Valência em 1464, casado com Luisa d'Alagno, filha de Nicola d'Alagno e de sua mulher Covella Toraldo e irmã de Lucrécia d'Alagno, amante de D. Afonso V de Aragão, com geração.
Frequentou, por algum tempo, a Universidade de Bolonha, estudando direito. Teve um filho ilegítimo de Angelina Ram, a quem ele reconheceu, Jaime de Milà y Borja, 1.º Conde de Albaida em 1478.

## Vida religiosa
Foi eleito bispo de Segorbe em 29 de janeiro de 1453, mas não se tem informações sobre a sua consagração. Governador nomeado de Bolonha, em 13 de julho de 1455, chegou em 29 de junho com seu primo Rodrigo de Borja y Borja.
No Consistório de 20 de fevereiro de 1456, foi criado cardeal in pectore pelo Papa Calisto III, sendo divulgado em 17 de setembro, recebendo o barrete cardinalício e o título de cardeal-presbítero de  Santos Quatro Coroados em 17 de novembro, substituindo ao seu tio. Foi transferido para a Sé de Lérida, em 7 de outubro de 1459, tomando posse em 23 de fevereiro de 1461. Renunciou à Sé pouco antes de sua morte.

## Conclaves
- Conclave de 1458 - participou da eleição do Papa Pio II.
- Conclave de 1464 - não participou da eleição do Papa Paulo II.
- Conclave de 1471 - não participou da eleição do Papa Sisto IV.
- Conclave de 1484 - não participou da eleição do Papa Inocêncio VIII.
- Conclave de 1492 - não participou da eleição do Papa Alexandre VI, seu primo.
- Conclave de setembro de 1503 - não participou da eleição do Papa Pio III.
- Conclave do outono de 1503 - não participou da eleição do Papa Júlio II.